# Browser Helper Object
Browser Helper Objects (BHO) sind Computerprogramme, die die Funktionen des Internet Explorers erweitern. BHOs werden ab Version 4 des Internet Explorers eingesetzt. Sie haben direkten Zugriff auf das Document Object Model (DOM).
BHOs werden etwa von Firmen wie Adobe genutzt; die Erweiterung „Adobe Acrobat add-in“ ermöglicht es dem Internet Explorer, PDF-Dateien direkt im Browser darzustellen. Da sie ungehinderten Zugang zu allen Funktionen des Internet Explorer haben, erstellen aber auch einige Schadprogramme eigene BHOs, von denen z. B. ein Teil das Nutzerverhalten im Internet aufzeichnet und an Marketingunternehmen sendet.
Aus der Registrierung können BHOs mit dem Programm Regedit entfernt werden. BHOs sind in der Windows-Registrierungsdatenbank unter dem Schlüssel
HKEY_LOCAL_MACHINE\Software\Microsoft\Windows\CurrentVersion\Explorer\Browser Helper Objects\
eingetragen.
Beispiel: HKEY_LOCAL_MACHINE\Software\Microsoft\Windows\CurrentVersion\Explorer\Browser Helper Objects\{06849E9F-C8D7-4D59-B87D-784B7D6BE0B3}
Microsoft Edge, der Nachfolger des Internet Explorer, unterstützt keine Browser Helper Objects mehr; stattdessen wird ein Erweiterungssystem genutzt.